# 城の山古墳
城の山古墳（じょうのやまこふん）は、新潟県胎内市にある古墳。形状は円墳。国の史跡に指定されている。
水田地帯の中に、比高5m程度の墳丘部が残り、頂部には祠が祀られている。

## 概要
4世紀前半に築造。前期古墳時代のものとしては、日本海側最北端であると目されている。1995年以降、地元の教育委員会の手により調査が実施され、2012年からは副葬品の発掘調査が行われている。棺周辺部に赤色の顔料が大量に用いられていること、多くの副葬品などから、大和朝廷が東北方面へ進出していく過程の手がかりになりうるものとして位置づけられている。
この城の山古墳は長らく直径約39メートルの円墳とされたが、2014年（平成26年）の調査で円形部周囲にコの字形の溝の遺構が見つかったため、前方後円墳とする見解が示されていた。しかし2015年（平成27年）の継続調査において溝が後世のものと判明し、他に前方後円墳の要素も見つからなかったため、現在では前方後円墳の可能性は否定されている。

## 出土品

### 銅鏡
龍を浮き彫りにした銅鏡（盤龍鏡）が出土。このデザインは、1世紀から3世紀頃の中国（後漢、魏、晋代）にみられるものであり、日本では珍しい。古墳の築造年代とずれているため、中国から直接持ち込まれたものではなく（国産であったとしても）、大和朝廷を介して地域にもたらされたものと考えられている。

### 両頭金具
弓に取り付ける鉄製の金具。以前に長野市の大星山古墳（3号墳）から出土したものを上回る年代であり、2012年現在、日本最古の出土品。

### その他
ヒスイ製勾玉、大刀、鉄斧など。